# The Wind That Shakes the Barley
The Wind That Shakes the Barley is een Ierse historische dramafilm uit 2006 onder regie van Ken Loach. De productie won onder meer de Gouden Palm op het Filmfestival van Cannes 2006 en een European Film Award voor het camerawerk van Barry Ackroyd.

## Verhaal
Tijdens de Ierse Onafhankelijkheidsoorlog voegen twee broers zich bij een kleine groep van Iers republikeinse activisten.